# Wólka (powiat kętrzyński)
Wólka (niem. Wolka, do 1949 Spittel) – osada w Polsce położona w województwie warmińsko-mazurskim, w powiecie kętrzyńskim, w gminie Kętrzyn.
W latach 1975–1998 miejscowość należała administracyjnie do województwa olsztyńskiego.
Wieś należy do sołectwa Sławkowo.

## Części osady
| SIMC    | Nazwa   | Rodzaj     |
| ------- | ------- | ---------- |
| 1046470 | Bocian  | przysiółek |
| 1046530 | Turwągi | przysiółek |

## Historia
W roku 1913 majątek ziemski w Wólce wraz z gruntami w Pręgowie miał powierzchnię 202 ha. Majątek ten należał do Curta Ruhdela.